# Isis oder encyclopädische Zeitung von Oken
Isis oder encyclopädische Zeitung von Oken (abreviado Isis (Oken)) fue una revista ilustrada con descripciones botánicas que fue editada en Alemania. Se publicaron 41 números en los años 1817-1848.